# 能代郵便局
能代郵便局（のしろゆうびんきょく）は秋田県能代市にある郵便局である。民営化前の分類では集配普通郵便局であった。

## 概要
住所：〒016-8799 秋田県能代市上町9-1

## 沿革
- 1872年8月4日（明治5年7月1日） - 能代畠町93番地[1] に、能代郵便取扱所として開設[2]。
- 1875年（明治8年）1月1日 - 能代郵便局（五等）となる。
- 1876年（明治9年）3月 - 為替取扱を開始。
- 1877年（明治10年）8月25日 - 為替取扱を廃止するも、同年11月20日より再開。
- 1879年（明治12年）5月 - 貯金取扱を開始[1]。
- 1891年（明治24年）11月 - 山本郡能代港町大町5番地に移転[1]。
- 1892年（明治25年）2月16日 - 能代郵便電信局（三等）となる[3]。
- 1893年（明治26年）7月1日- 小包郵便取扱を開始[4]。
- 1903年（明治36年）4月1日 - 通信官署官制の施行に伴い能代郵便局となる。
- 1906年（明治39年）11月 - 大火により局舎全焼[1]。
- 1907年（明治40年）10月5日 - 特設電話加入申込の受理を開始[5]。
- 1908年（明治41年）
  - 1月16日 - 電話交換業務および電話通話事務並びに電話加入者の託送電報取扱を開始[6]。
  - 2月6日 - 秋田、土崎が市外通話区域となる[7]。
- 1912年（明治45年）3月 - 等級を特定三等に改定[1]。
- 1916年（大正5年）
  - 4月1日 - 府県税納入振替貯金特別取扱を開始[8]。
  - 10月1日 - 簡易生命保険取扱を開始。
- 1921年（大正10年）12月21日 - 山本郡能代港町大字大町から、同郡同町大字長根町に局舎を移転[9]。
- 1926年（大正15年）
  - 4月1日 - 特設電話を普通電話に変更[10]。
  - 10月1日 - 郵便年金取扱を開始。
- 1937年（昭和12年）12月1日 - 等級を三等から二等に改定[11]。
- 1941年（昭和16年）
  - 2月1日 - 官制改正により普通郵便局となる。
  - 12月6日 - 能代市長根町から、同市上町に局舎を移転[12]。
- 1943年（昭和18年）11月21日 - 能代柳町郵便局の電信事務休止に伴い、その業務を承継する[13]。
- 1949年（昭和24年）6月1日 - 逓信省が郵政省と電気通信省に分割するのに伴って、能代郵便局と能代電報電話局に分割[14]。
- 1978年（昭和53年）11月 - 局舎新築落成[15]。
- 1996年（平成8年）7月1日 - 外国通貨の両替および旅行小切手の売買に関する業務取扱を開始。
- 2006年（平成18年）3月31日 - この日をもって、外国通貨の両替および旅行小切手の売買に関する業務取扱を終了。
- 2007年（平成19年）10月1日 - 民営化に伴い、併設された郵便事業能代支店に一部業務を移管。
- 2012年（平成24年）10月1日 - 日本郵便株式会社発足に伴い、郵便事業能代支店を能代郵便局に統合。
- 2022年（令和4年）4月1日 - 日本郵政グループの組織改正により、かんぽ生命保険秋田支店能代郵便局かんぽサービス部を設置。当局が取扱っていた金融コンサルタント業務を移管[16]。

## 取扱内容
- 郵便、印紙、ゆうパック、チルドゆうパック、内容証明、国際郵便
- 貯金、為替、振替、振込、国際送金、国債、投資信託、確定拠出年金、財形定額貯金
- 生命保険、バイク自賠責保険、自動車保険、がん保険、引受条件緩和型医療保険、変額年金保険
- ゆうちょ銀行ATM
- 能代市内の一部地域の集配業務
- ゆうゆう窓口

## 周辺
- NTT東日本能代電話交換所
- 秋田地方裁判所能代支部
- 能代市役所
- 能代市総合体育館
- 能代警察署
- 米代川

## アクセス
- JR東日本 五能線 能代駅から徒歩約13分
- 秋北バス 能代市役所前停留所下車
- 秋田自動車道 能代南ICから北へ約9km、能代東ICから北西へ約8.5km
- 国道101号 大手町交差点を東へ約300m、または秋田県道205号富根能代線上町交差点の西
- 駐車場あり：20台